# Premiile Panglica Albastră
Premiile Panglica Albastră (ブルーリボン賞 Burū Ribon Shō?)  sunt premii specifice filmului acordate exclusiv de critici și scriitori de film din Tokyo, Japonia.
Premiile au fost stabilite în 1950 de Asociația Jurnaliștilor de Film din Tokyo (東京映画記者会 Tōkyō Eiga Kishakai?)  care este formată din corespondenți de film de la șapte ziare sportive din Tokyo. În 1961, cele șase ziare japoneze majore (Yomiuri Shimbun, Asahi Shimbun, Mainichi Shimbun, Sankei Shimbun, Tokyo Shimbun și Nihon Keizai Shinbun), precum și Japanese Associated Press și-au retras sprijinul pentru Premiile Panglica Albastră și au înființat Premiile Asociației Jurnaliștilor de Film din Tokyo (日本映画記者会賞 Nihon Eiga Kishakai Shō?), care s-au acordat doar de șase ori. În 1967, premiile au fost anulate ca urmare a Scandalului Ceața Neagră (黒い霧事件). În 1975, premiile Panglica Albastră au fost din nou acordate și au continuat până în prezent. Ceremonia de premiere anuală se desfășoară în diverse locuri din Tokyo în luna februarie.
Deși premiul nu este apreciat la nivel internațional, Panglica Albastră a devenit unul dintre cele mai prestigioase premii naționale de cinema din Japonia, alături de Kinema Junpo Awards (キネマ旬報賞 Kinema Junpō Shō?)  și Mainichi Film Concours (毎日映画コンクール Mainichi Eiga Konkūru?). Câștigarea unuia dintre aceste premii este considerată o mare onoare.
În plus, filmele câștigătoare au tendința de a primi mari distincții la alte festivaluri de film din întreaga lume. Nominalizările recent includ filme apreciate precum Nobody Knows (2004), Tasogare Seibei (2002), Spirited Away (2001) și Battle Royale (2001).

## Categorii
Există următoarele categorii:
- Cel mai bun film
- Cel mai bun actor
- Cea mai bună actriță
- Cel mai bun actor în rol secundar
- Cea mai bună actriță în rol secundar
- Cel mai bun regizor
- Cel mai bun film străin
- Cel mai bun debutant
- Cel mai bun scenariu
- Cea mai bună imagine
- Premiul special

## Statistici parțiale
(conform statisticilor oficiale din secțiunea „Înregistrări” de pe site-ul oficial al premiului)
Câștigătorii celui mai mare număr de premii (câte 6)
- Toshirō Mifune - ca „Cel mai bun actor” (în 1951, 1961, 1965), „Cel mai bun actor în rol secundar” (1987), premii speciale la ceremoniile de premiere din 1961 și 1966.
- Kon Ichikawa  - Cel mai bun regizor (în 1959, 1960, 1962), Cel mai bun scenarist (1962), Premiul filmului de cultură japoneză (1965), Cel mai bun actor în rol secundar” (1987), premiul special la ceremonia de premiere din 2008.

Câștigători ai celor mai multe premii din aceeași categorie de actorie
- Pentru rolurile principale (câte 3 premii) - Toshirō Mifune, Kaori Momoi, Hiroyuki Sanada
- Pentru roluri secundare (câte 2 premii fiecare) - Daisuke Katō, Kyōko Kishida, Mitsuko Baisho, Kumiko Akiyoshi, Sumiko Fuji (alias Junko Fuji), Teruuki Kagawa.

Câștigători ai celor mai multe premii din aceeași categorie fără actorie
- Cel mai bun film - Tadashi Imai (5 premii), Akira Kurosawa (4 premii)
- Cel mai bun regizor - Tadashi Imai (4 premii), Kon Ichikawa (3 premii), Takeshi Kitano (3 premii)
- Cel mai bun scenarist - Shinobu Hashimoto (5 premii)

Cel mai premiat film - în 1951 - Început de vară regizat de Yasujirō Ozu  - premii în 5 categorii (Cel mai bun regizor, Cel mai bun actor în rol secundar, Cea mai bună actriță, Cea mai bună actriță în rol secundar, Cea mai bună imagine - Yuharu Atsuta )